# A világ hét új csodája
A „hetek napján”, 2007. július 7-én (07. 07. 07.) megnevezték a világ hét új csodáját. Az új csodákat világsztárok részvételével megrendezett ünnepség keretében jelentették be Portugália fővárosában, Lisszabonban. A gálaműsorban fellépett Jennifer Lopez, Chaka Khan és José Carreras is. Az esemény házigazdájának szerepét az Oscar-díjas Hilary Swank és Ben Kingsley, valamint Bollywood csillaga, Bipasha Basu töltötték be.
A világ hét új csodája címet a következő építmények érdemelték ki:
| Név                        | Helyszín                  | Kép                        |
| -------------------------- | ------------------------- | -------------------------- |
| Chichén Itzá               | Yucatán-félsziget, Mexikó | El Castillo                |
| A Megváltó Krisztus szobra | Rio de Janeiro, Brazília  | A Megváltó, Rio de Janeiro |
| Colosseum                  | Róma, Olaszország         | A Kolosszeum este          |
| Kínai nagy fal             | Kína                      | A kínai nagy fal télen     |
| Machu Picchu               | Cuzco, Peru               | Machu Picchu               |
| Petra                      | Jordánia                  | Petra                      |
| Tádzs Mahal                | Agra, India               | Taj Mahal                  |

## A projekt
A világ hét új csodája a svájci profit-orientált New Open World Corporation (NOWC) cég által felügyelt nemzetközi szavazás révén készült lista, amely nevezetes történelmi emlékműveket és helyszíneket rangsorol a már lezárt szavazás kialakult végeredménye szerint.

### Történet
A kampány ötlete még 1999-ben vetődött fel, amikor Bernard Weber svájci üzletember meghirdette ötletét. A „verseny” szabályai szerint a jelölt műemlékeknek emberi kéz által alkotottnak kell lenniük, és azokat 2000 előtt kellett elkészíteni. 2005. november 24-ig 177 lehetséges befutóra érkezett szavazat a világ minden tájáról.
2006 elejére a versenyben maradott helyszínek számát 21-re csökkentették, és a verseny 2006 szeptemberében éleződött ki, amikor a szervezők elkezdték sorra látogatni a helyszíneket.

### A szavazás
Az impozáns cím megszerzéséért indított verseny interneten és telefonon keresztül zajlott. A szavazás két lépcsőben valósult meg. Először bárki szavazhatott bármilyen építményre, szavazatát telefonon, SMS-ben vagy internet segítségével adhatta le. Majd a szavazás szervezői 2007. június elején bejelentették azt a 21 helyszínt, amelyek az utolsó fordulóba kerültek, attól kezdve csak ezekre az helyszínekre lehetett szavazni.
A szavazás utolsó óráiban olyan mértékű rohamnak tették ki a szervereket a szavazni kívánók, hogy a 21 különböző szavazási honlap többször is lefagyott, percekig kellett várni újraindításukra. A szervezők előzetes kalkulációi szerint több mint 90 millió szavazatot adtak le a különböző építményekre.

### Kritikák
A szavazást ellenzők legtöbbje egyiptomi, akik ezt a megmérettetést a Nagy Piramis, mint a világ hét csodájának egyetlen, mind a mai napig fennálló tagja elleni merényletnek vélik. A közismert egyiptomi újságíró, Al-Sayed al-Naggar egyik cikkében úgy fogalmaz, hogy a kezdeményezés „egész Egyiptom, és annak kultúrája elleni összeesküvés.” Farouq Hosni egyiptomi kulturális miniszter szerint a szavazás abszurd. Nagib Amin, egyiptomi származású tudós szerint a lista nélkülöz mindenféle tudományos ismeretet.
Ezek után a N7W kivette a Gízai nagy piramist a szavazható csodák közül, és egy közleményt tett közzé, miszerint: "A New7Wonders Foundation a Gízai Piramisoknak, mint a Világ Hét Csodája közül egyedüli fennmaradónak, speciális helyet biztosít a jelöltek között, és kiveszi a szavazásból". Így a piramisok biztosan a Világ Hét Csodája között maradnak.

## További jelöltek voltak
| Név                    | Helyszín                            | Kép                                                                                             |
| ---------------------- | ----------------------------------- | ----------------------------------------------------------------------------------------------- |
| Akropolisz             | Athén, Görögország                  | Az Akropolisz                                                                                   |
| Alhambra               | Granada, Spanyolország              | Az Alhambra.                                                                                    |
| Angkorvat              | Angkor, Kambodzsa                   | A templom főbejárata Naga causeway                                                              |
| Moai                   | Húsvét-sziget, Chile                | A Rano Raraku Moai                                                                              |
| Eiffel-torony          | Párizs, Franciaország               | Az Eiffel Torony                                                                                |
| Hagia Szophia          | Isztambul, Törökország              | Hagia Szophia                                                                                   |
| Kijomizudera           | Kiotó, Japán                        | Kiyomizu-dera                                                                                   |
| Kreml és a Vörös tér   | Moszkva, Oroszország                | A Kreml · Saint Basil's Cathedral and Spasskaya Tower of Moscow Kremlin at Red Square in Moscow |
| Neuschwanstein kastély | Füssen, Németország                 | Neuschwanstein                                                                                  |
| Gízai nagy piramis     | Egyiptom                            | Kheops piramisa                                                                                 |
| Szabadság-szobor       | New York, Amerikai Egyesült Államok | A Szabadság-szobor                                                                              |
| Stonehenge             | Amesbury, Egyesült Királyság        | Stonehenge 2004-ben                                                                             |
| Sydney-i Operaház      | Sydney, Ausztrália                  | Sydney jelképe                                                                                  |
| Timbuktu               | Mali                                | Sankore Mosque Timbuktuban                                                                      |

## Megjegyzés
Meg kell jegyezni, hogy a világ hét új csodája kampányt nem mindenki ismerte el hivatalosan. Az UNESCO közleményben tájékoztatott, hogy semmilyen közösséget nem vállal a 7 csoda kiválasztási kampánnyal.